# Go Forward
「Go Forward」は、日本の女性歌手、田中美里の楽曲である。2015年1月31日にSMALLER RECORDINGSよりシングルとして発売された。 

## 解説
作詞は本人。作曲はTHEイナズマ戦隊の久保裕行。
日本開催のラグビーワールドカップ2019に向けて、『タックルプロジェクト』で応援ソング制作。J SPORTSラグビー中継テーマソングに起用された。
ディスクジャケットにはALL OUT!!の主人公祇園健次が描かれている。

## 収録曲
1. Go Forward (6:06)
作曲：久保裕行
  - J SPORTSラグビー中継テーマソング
2. Go Forward ~instrumental~ (6:03)
作曲：久保裕行